# نبرد برای خوشبختی
نبرد برای خوشبختی (انگلیسی: Battle for Happiness; کره‌ای: 행복배틀) یک مجموعه تلویزیونی محصول کره جنوبی در سال ۲۰۲۳ با بازی لی ال، جین سو یون، چا یه ریون و پارک هیو جو است. این مجموعه بر پایه رمانی با همین نام اثر جو یونگ ها است که نویسندگی این مجموعه را نیز بر عهده دارد. نبرد برای خوشبختی از ۳۱ مه تا ۲۰ ژوئیه ۲۰۲۳، روزهای چهارشنبه و پنجشنبه ساعت ۲۱:۰۰ (کی‌اس‌تی) از ئی‌ان‌ای برای ۱۶ قسمت پخش شد. این مجموعه همچنین برای استریم در آمازون پرایم ویدئو در مناطق منتخب قابل دسترسی است.